# Kablar
Kablar is een plaats in de gemeente Karlovac in de Kroatische provincie Karlovac. De plaats telt 205 inwoners (2001).